# Blomqvistska huset

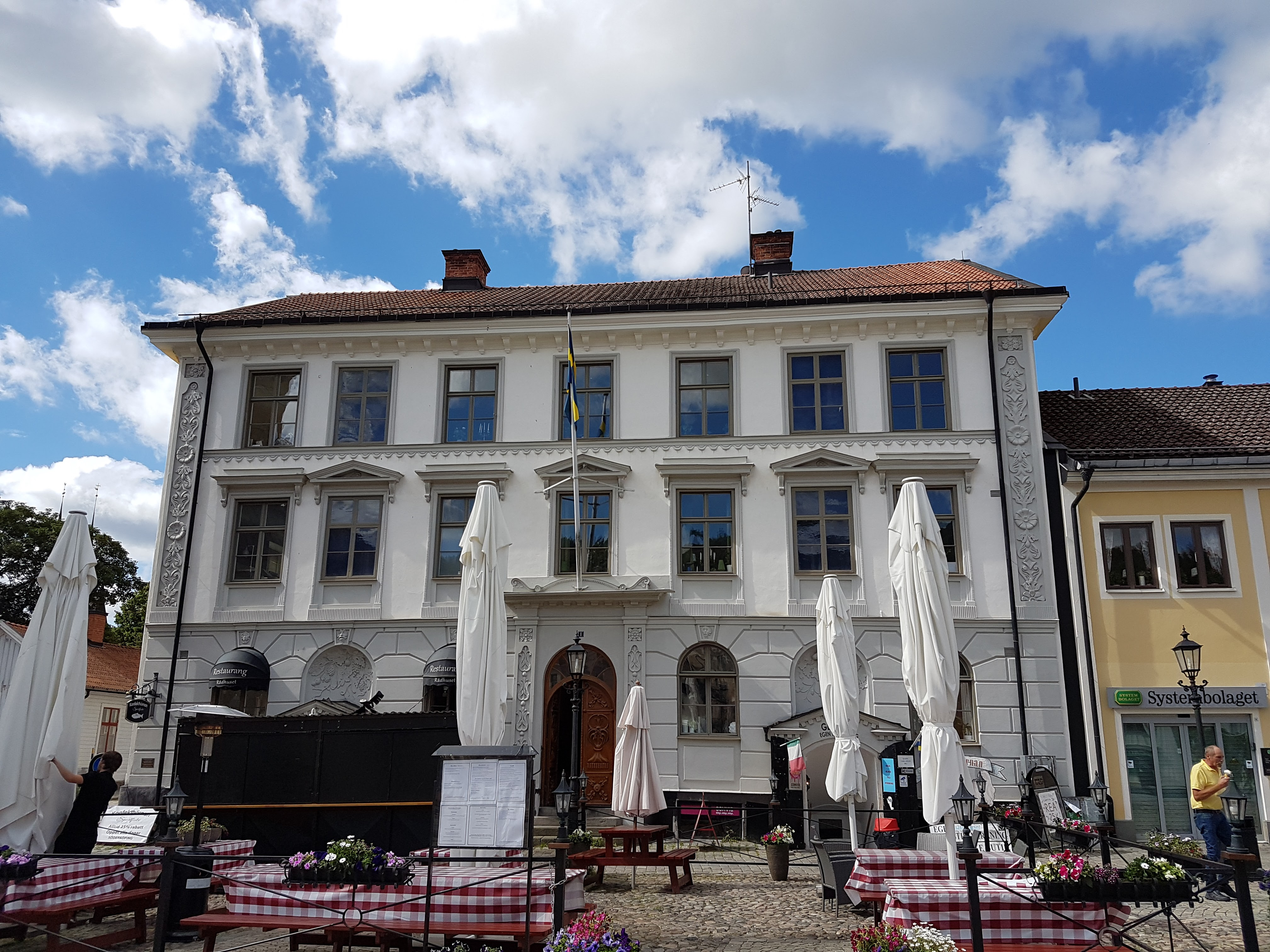
Blomqvistska husets nordöstra fasad mot Rådhustorget.

Blomqvistska huset är beläget vid Rådhustorget i Söderköping i Östergötland. Det uppfördes 1857–1859 och är sedan 1981 byggnadsminnesförklarat. Byggmästare och arkitekt var A. O. Waerngren. Med 
sitt praktfulla yttre är det stadens finaste privathus. 
Blomqvistska husets uppfördes för handlaren C. J. Wennerström som dock redan 1862 sålde det till sin yrkeskollega C. A. Blomqvist. Huset är byggt i tegel i tre våningar med slätputsade fasader under tegeltäckt sadeltak. Mot torget är fasaden rikt dekorerad och har rusticeringar i bottenvåningen, klassicerande dörr- och fönsteromfattningar, listverk samt bland annat växtornament i putsdekor på hörnen.  
Nedgången till källaren sker via överbyggda trappor. Källaren med tolv kryssvalv på sex pelare var ursprungligen lager för Rehnbergs spritfirma, som hade utskänkning i en byggnad bredvid. Den omgjordes 1911 till saluhall. Där ett kafé nu är inrymt fanns på 1910- och 20-talen banklokaler.
På tomten ligger fyra ekonomibyggnader, varav de två magasinen ingår i byggnadsminnet. Äldst är magasinet utmed Munkbrogatan, uppfört cirka 1850 i tre våningar av sten och ljust putsat. Gatufasaden har små plåtskodda träluckor och i nordöstra delen finns en affärslokal. Det andra magasinet ligger utmed Källaregränd och är uppfört i en och en halv våning av timmer som reveterats i en ljus färg, troligen på 1860- eller 70-talet. Båda magasinen ombyggds 1906 av norrköpingsarkitekten Werner Northun.
Huset intill på Rådhustorget är Söderköpings rådhus. 